# FK Rudar Pljevlja
A Rudar Pljevlja (cirill írással: Фудбалски клуб Рудар Пљевља) egy montenegrói labdarúgócsapat Pljevlja városából. A montenegrói labdarúgó-bajnokságok 2006-os indulása óta az élvonalban szerepel, 2007-ben megnyerte az első alkalommal kiírt montenegrói kupát.

## Korábbi elnevezései
- 1920–1923: Breznik
- 1923–1945: Sandzak
- 1945–1947: Rudar
- 1947–1955: Jakić

1955 óta jelenlegi nevén szerepelt.

## Története
Az 1920-ban Breznik néven alapított, majd 1955-ig több névváltozáson átesett pljevljai bányászcsapat 1992-ben a szerb és montenegrói csapatok részére rendezett jugoszláv labdarúgó-bajnokság élvonalába nyert besorolást. 
Az első sikert Szerbia és Montenegró szétválása hozta meg: 2007-ben az első alkalommal kiírt montenegrói kupát Rudar Pljevlja nyerte el.

## Eredményei

### Montenegrói labdarúgó-bajnokságban
| Szezon    | Oszt. | Hely | J  | Gy | D  | V  | Rg | Kg | P  | Montenegrói kupa | Európai kupák | Európai kupák | Megj. |
| --------- | ----- | ---- | -- | -- | -- | -- | -- | -- | -- | ---------------- | ------------- | ------------- | ----- |
| 2006–2007 | I.    | 4.   | 33 | 14 | 5  | 14 | 37 | 32 | 47 | kupagyőztes      |               |               |       |
| 2007–2008 | I.    | 5.   | 33 | 14 | 10 | 9  | 37 | 32 | 52 | elődöntős        |               |               |       |
| 2008–2009 | I.    | 5.   | 33 | 12 | 5  | 16 | 39 | 37 | 41 | elődöntős        |               |               |       |

### Európaikupa-szereplés

#### Összesítve
| Kupa       | J | GY | D | V | LG–RG |
| ---------- | - | -- | - | - | ----- |
| UEFA-kupa  | 2 | 0  | 0 | 2 | 0–4   |
| Összesítve | 2 | 0  | 0 | 2 | 0–4   |

#### Szezonális bontásban
| Idény     | Kupa      | Forduló         | Klub   | 1. mérk. | 2. mérk. |
| --------- | --------- | --------------- | ------ | -------- | -------- |
| 2007–2008 | UEFA-kupa | 1. selejtezőkör | Omónia | 0–2      | 0–2      |

Megjegyzés: Az eredmények minden esetben a Rudar Pljevlja szemszögéből értendőek, a félkövéren jelölt mérkőzéseket pályaválasztóként játszotta.

## Külső hivatkozások
- Hivatalos honlap (szerbül), (angolul)
- Adatlapja a weltfussball.de-n Archiválva 2011. július 27-i dátummal a Wayback Machine-ben (angolul)